# Phyllophaga perlonga
Phyllophaga perlonga är en skalbaggsart som beskrevs av Davis 1920. Phyllophaga perlonga ingår i släktet Phyllophaga och familjen Melolonthidae. Inga underarter finns listade i Catalogue of Life.